# مارك ديكسون (تنس)
مارك ديكسون (بالإنجليزية: Mark Dickson)‏ مواليد 8 ديسمبر 1959 في تامبا، هو لاعب كرة مضرب أمريكي سابق بدأ مسيرته كمحترف سنة 1982 وكان يلعب باليد اليمنى، اعتزل اللعب في 1988. أعلى تصنيف له في الفردي كان المركز الـ 32 في سنة 1985. أعلى تصنيف له في الزوجي كان المركز الـ 23 في سنة 1983.

## النهائيات

### الفردي (الألقاب 2, الوصافة 1)
| الحصيلة | الرقم | التاريخ        | الدورة           | الأرضية | المنافس في النهائي   | النتيجة في النهائي |
| ------- | ----- | -------------- | ---------------- | ------- | -------------------- | ------------------ |
| الوصافة | 1.    | 20 مارس 1983   | ميونخ            | سجاد    | براين تيتشر          | 6–1, 4–6, 2–6, 3–6 |
| الفوز   | 2.    | 8 أبريل 1984   | الولايات المتحدة | ترابية  | سامي جيامالفا جونيور | 6–3, 6–2           |
| الفوز   | 3.    | 25 نوفمبر 1984 | فرنسا            | صلبة    | هاينز جنثارت         | 7–6, 6–4           |

## روابط خارجية
- مارك ديكسون على موقع رابطة محترفي التنس (الإنجليزية)
- مارك ديكسون على موقع الاتحاد الدولي لكرة المضرب (الإنجليزية)
- مارك ديكسون على موقع خلاصة التنس.كوم (الإنجليزية)